# Списак сликара/Д
| Сликари: A Б В Г Д Ђ Е Ж З И Ј К Л Љ М Н Њ О П Р С Т Ћ У Ф Х Ц Ч Џ Ш |

## Да..
Жак Луј Давид (1748—1825), француски сликар
Жерар Давид (око 1450—1523), белгијски сликар
Арон Даглас (1898—1979), амерички сликар
Ричард Дад (1817—1866), енглески сликар
Дај Ђин (1388—1462), кинески сликар
Џим Дајн (рођен1935), амерички поп арт сликар
Микаел Дал (1659—1743), шведски сликар
Рој Далгарно (1910—2001), аустралијски уметник
Салвадор Дали (1904—1989), шпански сликар
Кристен Далсгард (1824—1907), данска сликаркаж
Ен Дан (рођена 1929), британска уметница
Вилијам Данијел (1769—1837), енглески сликар
Самјуел Данијел (1775—1811), енглески сликар
Томас Данијел (1749—1840), енглески сликар
Константин Данил (1798 или 1802—1873), српски сликар
Брајан Данлоп (рођен 1938), аустралијски сликар
Радомир Дамњановић-Дамњан (рођен 1936), српски сликар
Вилијам Дарги (1912—2003), аустралијски сликар
Рокстро Даунс (рођен 1939), амерички сликар
Томас Даути (1793—1856), амерички сликар

## Де..
Рико Дебењак (1908—1987), словеначки сликар и графичар
Стањислав Дебицки (1866—1924), пољски сликар
Жан Батист Дебре (1768—1848), француски сликар
Едгар Дега (1834—1917), француски сликар
Еторе ДеГразија (1909—1982), амерички сликар
Стуарт Дејвис (1894—1954), амерички сликар
Џин Дејвис (1920—1985), амерички сликар
Томас Аквинас Дејли (рођен 1937), амерички сликар
Мишел де Казо (рођен 1956), француски уметник
Кристијан Де Калверак (рођен 1947),
Џозеф де Камп (1858—1923), амерички сликар
Раул Де Кезер (рођен 1930), белгијски сликар
Валтер Дексел (1890—1973), немачки сликар
Ежен Делакроа (1798—1863), француски сликар
Емир Зеко Делалић (рођен 1972), босански дизајнер и сликар
Пол Делво (1897—1954), белгијски сликар
Бјуфорд или Бофорд Делејни (1901—1979), афроамерички сликар
Робер Делоне (1885—1941), француски сликар
Соња Делоне—Терк (1885—1979), француска сликарка украјинског порекла
Рој Де Мејстр (1894—1968), аустралијски сликар
Морис Дени (1870—1943), француски сликар
Дејмон Денис (рођен 1974), амерички уметник
Андре Дерен (1880—1954), француски сликар
Александар Дероко (1894—1988), српски сликар
Едуар Детај (1847—1912), француски сликар

## Ди..
Жан Дибифе (1901—1985), француски сликар
Ричард Дибенкорн (1922—1993), амерички сликар
Ксенија Дивјак (1924—1995), српска сликарка
Мери Дигнам (1860—1938), канадска сликарка
Сер Антониус ван Дајк (1599—1641), фламански сликар
Албрехт Дирер (1471—1528), немачки илустратор и сликар
Раул Дифи (1877—1953), француски сликар
Марсел Дишан (1887—1968), француски сликар
Сузан Кроти Дишан (1889—1963), француска сликарка
Ото Дикс (1891—1969), немачки сликар
Мередит Дилман америчка сликарка
Чарлс Димут (1883—1935), амерички сликар
Џим Дин (рођен 1935), амерички сликар
Абидин Дино (1913—1993), турски сликар
Дионизиј (око 1440—1502), руски средњовековни иконописац
Пол Дирмекис (рођен 1954), амерички сликар
Анджеј Длужњевски (рођен 1939), пољски вајар

## До..
Шарл-Франсоа Добињи (1817—1878), француски сликар
Александар Добрић (1837—1863), српски сликар
Јан Добковски (рођен 1942), пољски сликар
Петар Добровић (1890—1942), српски сликар
Вилијам Добсон (1610—1646), енглески сликар
Петер Доиг (рођен1959), енглески сликар
Томасо Долабела (1570—1650), пољски сликар
Оноре Домије (1808—1879), француски сликар
Тадеуш Домињик (рођен 1928), пољски сликар
Кес ван Донген (1877—1968), холандски сликар
Пјеро Дорацио 1927 — 2005, италијански сликар
Гистав Доре (1832—1883), француски сликар и вајар
Досо Доси (око 1490—1542), итлијански сликар
Вилем Дрост (1633—1659), холандски сликар и штампар
Кристијан Дотреман (1922—1981), белгијски сликар
Герит Доу (1613—1675), холандски сликар
Предраг Драговић (рођен 1953), српски сликар

## Ду..
Каролус Дуран (Шарл-Огист-Емил) (1838—1917), француски сликар
Жак Дусе (рођен 1924), француски сликар
Дучио (1255—1319), италијански сликар
| Сликари: A Б В Г Д Ђ Е Ж З И Ј К Л Љ М Н Њ О П Р С Т Ћ У Ф Х Ц Ч Џ Ш |